# Cornelis van Dalen I
Cornelis van Dalen I ou Cornelis van Dalen l'Ancien, né probablement à Amsterdam vers 1602 et mort dans la même ville en 1665) est un graveur, dessinateur, peintre et éditeur du Siècle d'or néerlandais.

## Biographie
Cornelis van Dalen I naît probablement à Amsterdam vers 1602. Son frère Paulus (d) deviendra peintre.
Il se forme auprès de Cornelis Visscher et peut-être de Pieter Claesz Soutman.
Quelque temps avant 1638, Cornelis van Dalen épouse Catarina Jans Boekels, avec qui il a deux enfants : Cornelis (également graveur, 1638-1664) et Sara Cornelis (née en 1640), tous deux nés à Amsterdam et baptisés à la Nieuwe Kerk
Cornelis van Dalen est d'abord actif dans sa ville de 1622 à 1631, avant de partir en Angleterre. Il rentre à Amsterdam en 1638 et est actif jusqu'à sa mort en 1665,.
Il produit principalement des paysages, des portraits, des sujets d'histoire et des scènes de genre, ainsi que des figures mythologiques et allégoriques. Il grave notamment des œuvres d'après Thomas Bernard, Adriaan Bloemaert (en), Abraham van Diepenbeeck, Gerrit van Honthorst, Pieter Lastman, Paulus Pontius, Pierre Paul Rubens, Joachim von Sandrart, Titien et Adriaen Pietersz van de Venne. Il produit des planches pour différents imprimeurs européens dont Andrzej Hünefeld (pl), puis travaille de 1641 à 1647 pour des éditeurs d'Amsterdam et de Leyde.

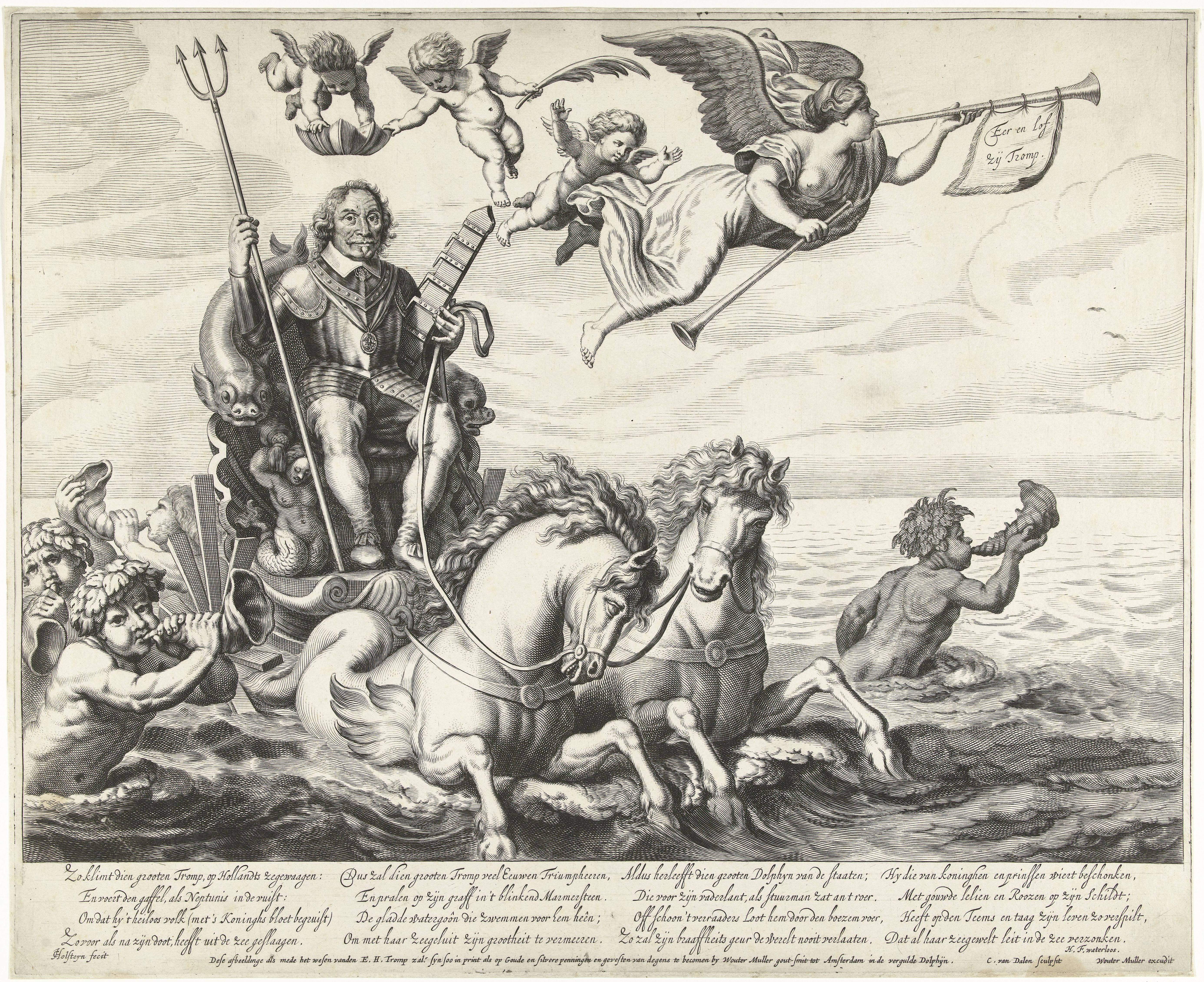
Tromp op triomfwagen (Maarten Tromp en Neptune), gravure de Cornelis van Dalen I d'après Cornelis Holsteyn (1653 - 1664, Rijksmuseum Amsterdam).

Il montre un intérêt particulier pour les portraits de personnages historiques, plaçant parfois des personnalités ou artistes dans un contexte mythologique. Il représente par exemple l'amiral Maarten Tromp en Neptune, d'après Cornelis Holsteyn.
Il produit par ailleurs de nombreuses vignettes, illustrations et planches de titre, pour le Estherem Commentarius lit. et moralis (Cologne, 1647), d'Olivier Bonaerts (d).
Il a deux élèves notables : son ami Abraham Bloteling et son fils, Cornelis van Dalen II (tous trois collaborent sur plusieurs œuvres). Son style est si proche de celui de son fils qu'il est difficile d'attribuer les œuvres à l'un ou l'autre artiste,. Selon le Rijksbureau voor Kunsthistorische Documentatie, le monogramme « C.v.D. » est plutôt attribué à son fils,.
Cornelis van Dalen I meurt avant le 7 avril 1665, jour de son enterrement. Dans son testament du 9 septembre 1664, il fait d'Abraham Bloteling, qui vit dans sa maison, son héritier universel, le reste de la famille ayant déjà disparu.